# Sonja Barjaktarović
Sonja Barjaktarović (serbisch-kyrillisch Соња Барјактаровић; * 11. September 1986 in Ivangrad, SR Montenegro, SFR Jugoslawien) ist eine ehemalige montenegrinische Handballspielerin.

## Karriere
Barjaktarović begann das Handballspielen mit 12 Jahren an einer Beraner Schule. Mit 14 Jahren schloss sich die Torhüterin ŽRK Budućnost Podgorica an, bei dem sie später in den Kader der Erstligamannschaft aufgenommen wurde. Mit Budućnost gewann sie 2006 und 2010 den Europapokal der Pokalsieger, 2012 die EHF Champions League, sowie mehrere montenegrinische Meistertitel. Im Sommer 2012 wechselte sie zum russischen Erstligisten GK Rostow am Don. Mit Rostow gewann sie 2015 die russische Meisterschaft sowie den russischen Pokal. Anschließend verließ sie den Verein. Im Oktober 2015 unterschrieb sie einen Vertrag beim türkischen Erstligisten Osmangazi Belediyespor. Schon im Dezember desselben Jahres wechselte sie zum türkischen Verein Kastamonu B. Genclik SK. Zur Saison 2017/18 wechselte Barjaktarović zum ungarischen Erstligisten Alba Fehérvár KC, den sie im Oktober 2017 wieder verließ.
Barjaktarović gehörte dem Kader der montenegrinischen Nationalmannschaft an. Mit Montenegro nahm sie an der Weltmeisterschaft 2011 teil. Im Sommer 2012 nahm Barjaktarović mit Montenegro an den Olympischen Spielen in London teil, wo sie die Silbermedaille gewann. Im selben Jahr gewann sie mit Montenegro den EM-Titel. Weiterhin nahm sie an den Olympischen Spielen 2016 in Rio de Janeiro teil.
Barjaktarović leitet seit September 2024 das Torwarttraining der montenegrinischen Nationalmannschaft.